# Hugo Balthazar von Babakdol
Hugo Balthazar von Babakdol, avstrijski general, * 31. marec 1849, † 11. september 1914.

## Življenjepis
Leta 1904 je bil povzdignjen v plemiča z nazivom von Babakdol.
Iz vojaške službe je bil upokojen 1. oktobra 1907 po 35 letih služenja.

## Pregled vojaške kariere
Napredovanja
- generalmajor: 1. november 1900 (z dnem 13. novembrom 1900)
- podmaršal: 1. november 1995 (retroaktivno z dnem 29. oktobrom 1905)